# Nicu Ceaușescu
 (novembre 2013).
Si vous disposez d'ouvrages ou d'articles de référence ou si vous connaissez des sites web de qualité traitant du thème abordé ici, merci de compléter l'article en donnant les références utiles à sa vérifiabilité et en les liant à la section « Notes et références ».
Nicu Ceaușescu (prononciation: [ˈniku tʃauˈʃesku]), (né le 1er septembre 1951 et mort le  26 septembre 1996, est le fils cadet du dictateur roumain Nicolae Ceaușescu et de son épouse Elena. Désigné héritier de son père, il est étroitement associé au régime. 

## Biographie
Son père charge deux éminents intellectuels membres du parti, Ștefan Andrei et Cornel Pacoste (ro), de son éducation en raison des ambitions qu'il nourrit à son égard, sans grand succès, le jeune garçon n'appréciant pas beaucoup l'école.
Connu pour ses problèmes d'alcool, des accusations de viol et une addiction aux jeux, il est arrêté, après le coup d'État du 22 décembre 1989 et la fin du régime communiste en Roumanie. Il est notamment accusé en 1990 de détournements de fonds qui ont été effectués sous le régime de son père. Condamné à 20 ans de réclusion par un tribunal de Bucarest, il n'effectue que deux ans de prison, étant relâché en 1992 pour problèmes de santé liés à une cirrhose. 
Il succombe des suites de cette maladie en 1996 dans un hôpital viennois. Il a été enterré dans le même cimetière que ses parents, le cimetière civil de Ghencea, à Bucarest. 
Il fut également célèbre pour sa relation avec Nadia Comăneci.